# Löwengebäude

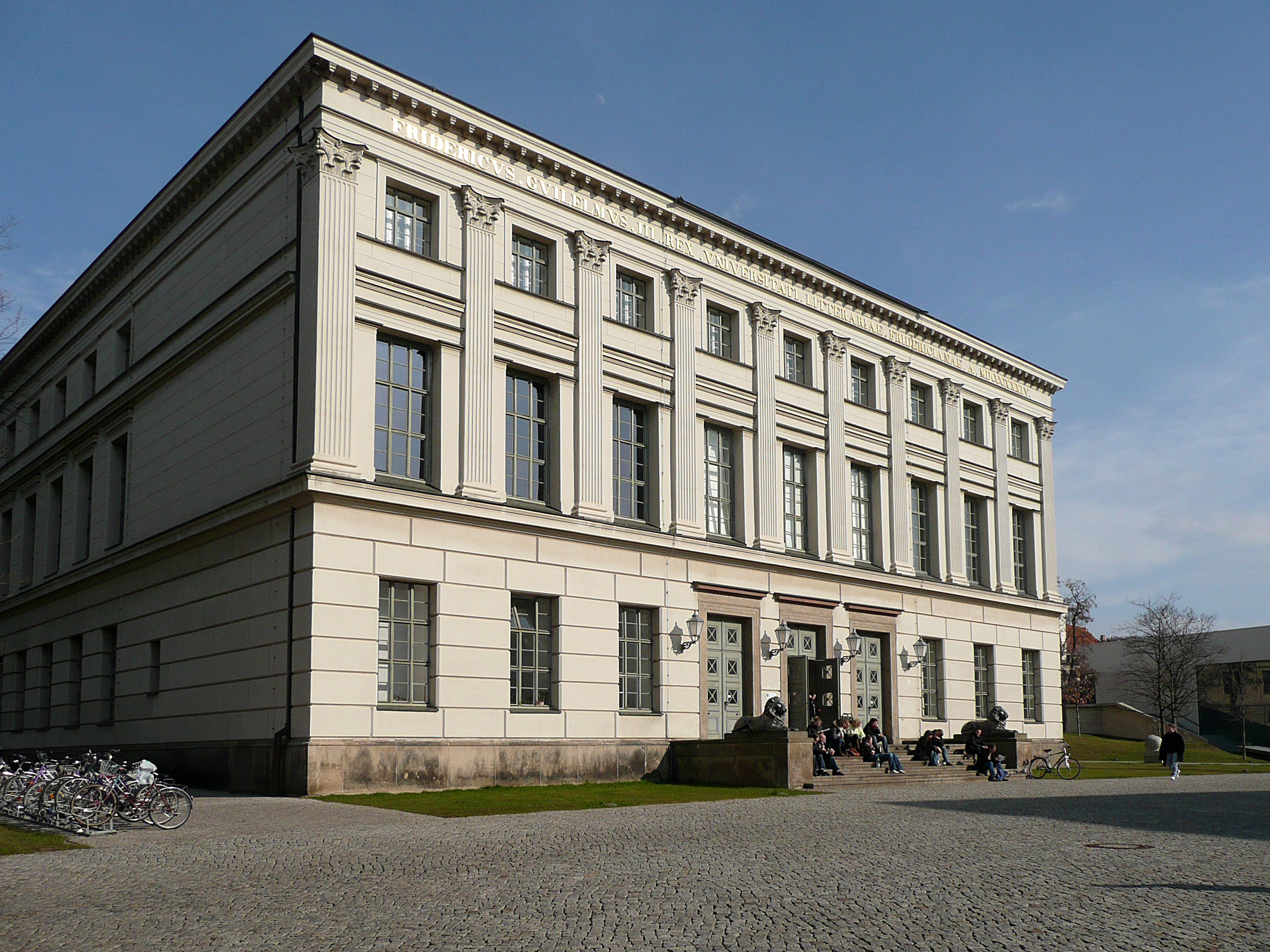
Löwengebäude (Hauptfassade)

Als Löwengebäude wird das Hauptgebäude des Campus Halle der Martin-Luther-Universität Halle-Wittenberg bezeichnet. Es befindet sich am Universitätsplatz in der Altstadt von Halle (Saale).

## Baugeschichte

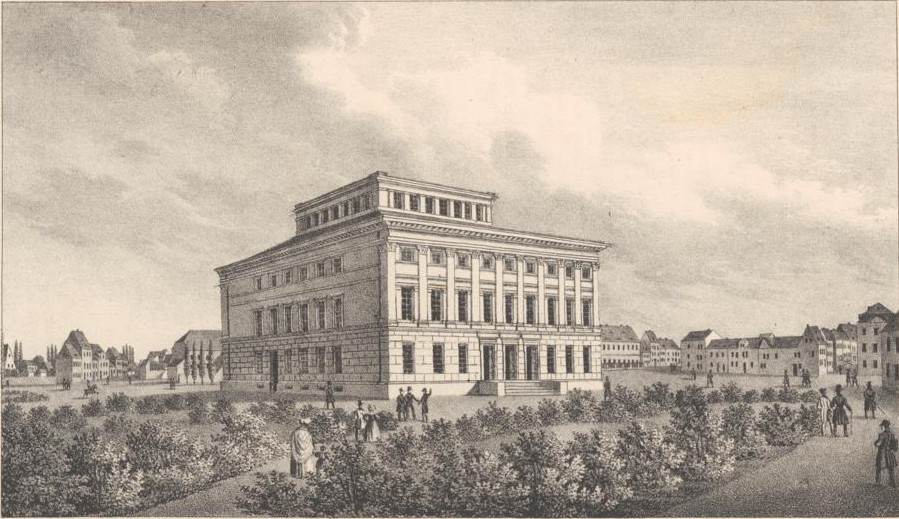
Das Universitätsgebäude in Halle, Lithographie von Heinrich Wilhelm Teichgräber (1838)

Vor seiner Errichtung diente die Ratswaage am Markt (1948 abgerissen) als Hauptsitz der Universität. Vorlesungen fanden entweder in dieser oder in Privathäusern der Professoren sowie verschiedenen Provisorien statt. Nach der Vereinigung der Universitäten Halle und Wittenberg 1817 wurde ein größeres Auditoriengebäude erforderlich. Karl Friedrich Schinkels Vorschlag, die Moritzburg zur Universität aus- und umzubauen, wurde als zu teuer abgelehnt. Stattdessen wurde 1828 das ehemalige Franziskanerkloster abgerissen und an dieser Stelle von 1832 bis 1834 ein neues Auditoriengebäude erbaut.
Der Entwurf stammt von dem Schinkel-Schüler Ernst Friedrich Zwirner (später Kölner Dombaumeister), unter Mitarbeit von Wilhelm August Stapel und Wilhelm Heinrich Matthias. Er ist im spätklassizistischen Stil gehalten. Es war der erste im 19. Jahrhundert vollendete Universitätsneubau in Deutschland. Das heutige Löwengebäude – in Gestalt eines annähernd würfelförmigen Zentralbaus – war eigentlich als Mitteltrakt einer größeren Anlage geplant, die Seitenflügel samt Innenhöfen wurden jedoch aus Kostengründen nicht realisiert. Die würfelartige Form mit aufgesetzter Dachlaterne trug dem Gebäude den Spottnamen „Kaffeemühle“ ein. Die Aula wurde am Reformationstag 1834 feierlich eingeweiht. Erst Jahrzehnte später wurde der Campus um weitere Gebäude – Robertinum (1889), Melanchthonianum (1900–1902) und Thomasianum (1910) ergänzt.

## Beschreibung

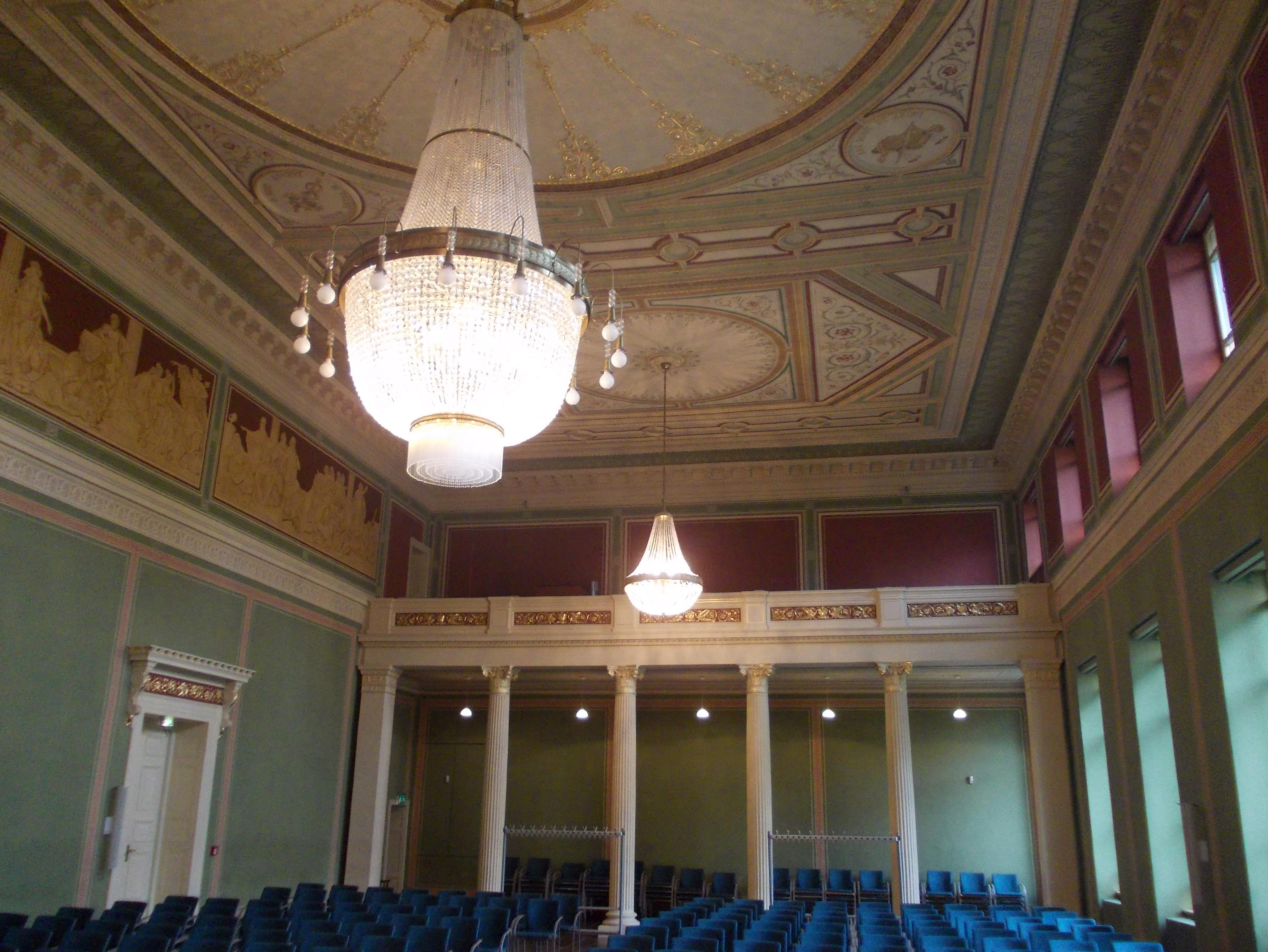
Aula

Das Erdgeschoss beherbergt kleinere Hörsäle und Räume der Zentralen Universitätsverwaltung (Immatrikulationsamt, Studierenden-Service-Center). Im ersten Obergeschoss befinden sich die Aula der Universität, ein Promotionssaal, mehrere größere Hörsäle sowie Ausstellungsräume der Kustodie (Kunstsammlung der Universität). Das dritte Stockwerk ist für die Universitätssammlungen bestimmt. Alle Räume sind um einen zentralen Lichthof gruppiert. Die Treppenhalle ist in der Art eines Atriums mit säulengetragener Galerie gestaltet. In „ihrer nach oben hin zunehmenden Weiträumigkeit bei großer Höhe“ ist sie laut Architekturführer Halle „eine außerordentlich wirkungsstarke Rauminszenierung“.

## Kunstwerke

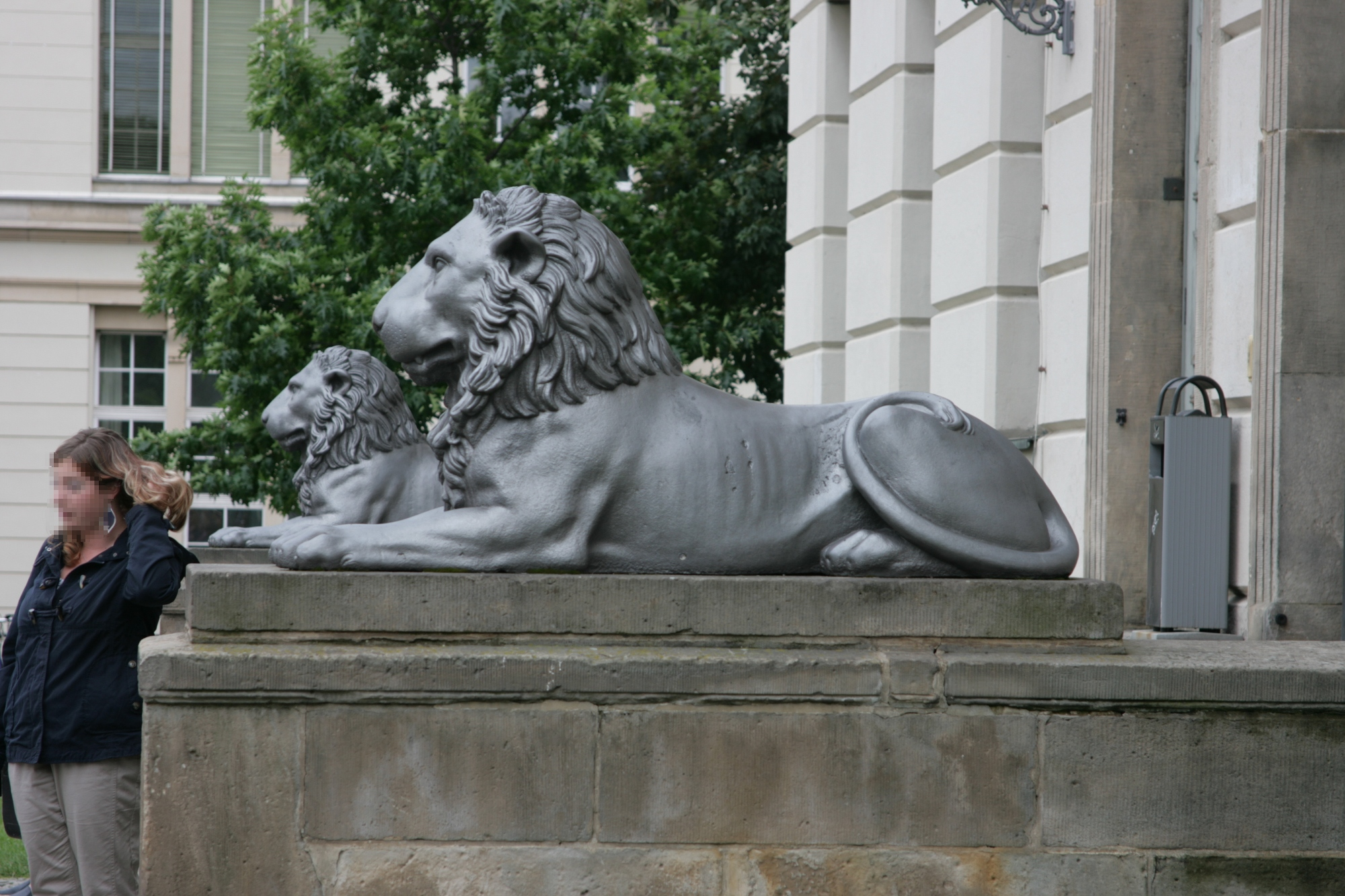
Löwenplastiken an der Freitreppe

Die namengebenden Löwenplastiken aus Gusseisen wurden 1816 von Johann Gottfried Schadow zunächst für ein Denkmal im schlesischen Bunzlau geschaffen. Die Stadt Halle erwarb 1822 die Abgüsse und integrierte sie im Jahr darauf in die Gestaltung des damaligen Röhrenbrunnens auf dem Marktplatz. Heinrich Heine dichtete 1823/24 in Anspielung auf die Unterdrückung der Studentenverbindungen nach den Karlsbader Beschlüssen:

„Zu Halle auf dem Markt, da stehn zwei große Löwen.
Ei, du hallischer Löwentrotz, wie hat man dich gezähmet!“

Als der alte Marktbrunnen 1868 beseitigt wurde, versetzte man die Löwen an die Freitreppe des Universitäts-Hauptgebäudes. Sie wurden so zu einem markanten Symbol der Institution. Die Bezeichnung des Universitäts-Hauptgebäudes als „Löwengebäude“ kam zunächst unter Studenten in Gebrauch, inzwischen wird sie auch offiziell verwendet. Das Onlineportal der Universität für Studierende, Studienbewerber, Lehrende und Mitarbeiter heißt in Anlehnung daran Löwenportal.
Darüber hinaus birgt das Löwengebäude zahlreiche Büsten, die bedeutende Gelehrte und Personen aus der Geschichte der Universitäten Halle und Wittenberg darstellen und die von namhaften deutschen Bildhauern geschaffen wurden. Ernst Friedrich August Rietschel gestaltete die Büsten von Wilhelm Gesenius und Johann Christian Reil; von Gerhard Marcks stammen die Büsten von Martin Luther und Philipp Melanchthon; Fritz Schaper schuf die Büste von Christian Thomasius. Weitere Büsten trugen Ludwig Wilhelm Wichmann, Christian Friedrich Tieck, Heinrich August Walger, Hermann Heidel und Ferdinand Hartzer bei. Im obersten Geschoss befindet sich zudem der Wandbildfries Die vier Fakultäten von Gustav Adolph Spangenberg (1883–88).

Die vier Fakultäten von Gustav Adolph Spangenberg im Löwengebäude
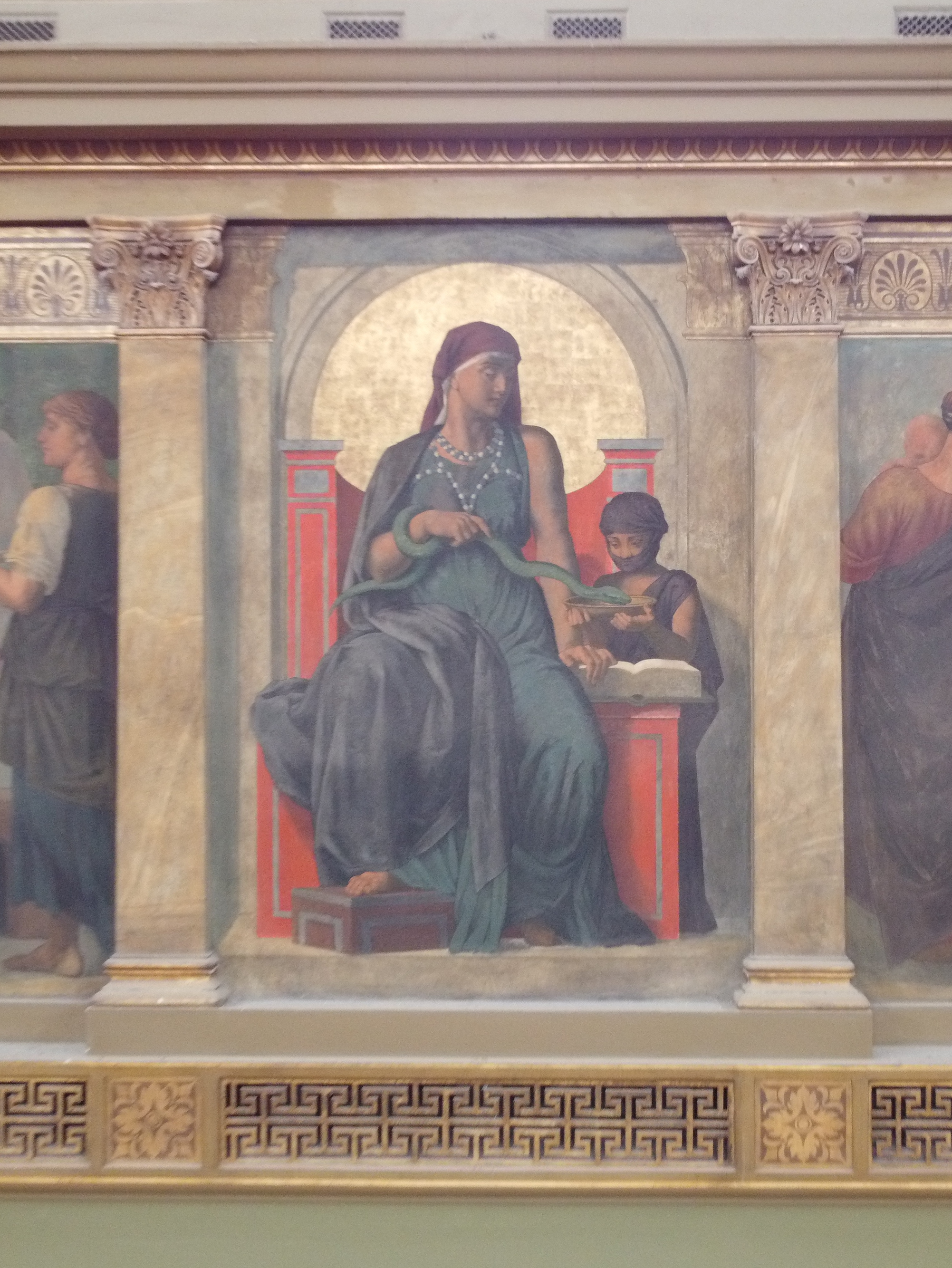
Medizinische Fakultät
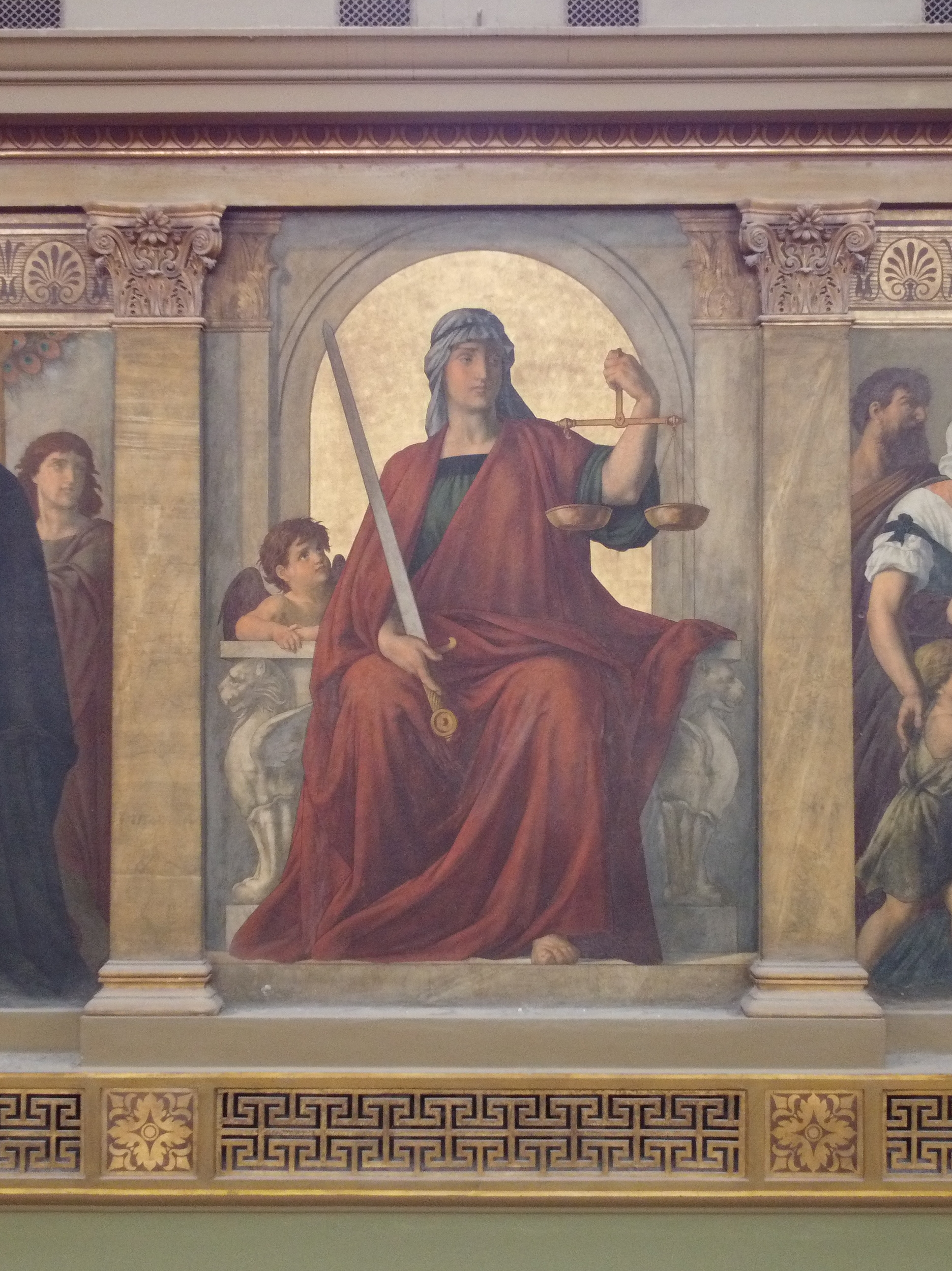
Juristische Fakultät
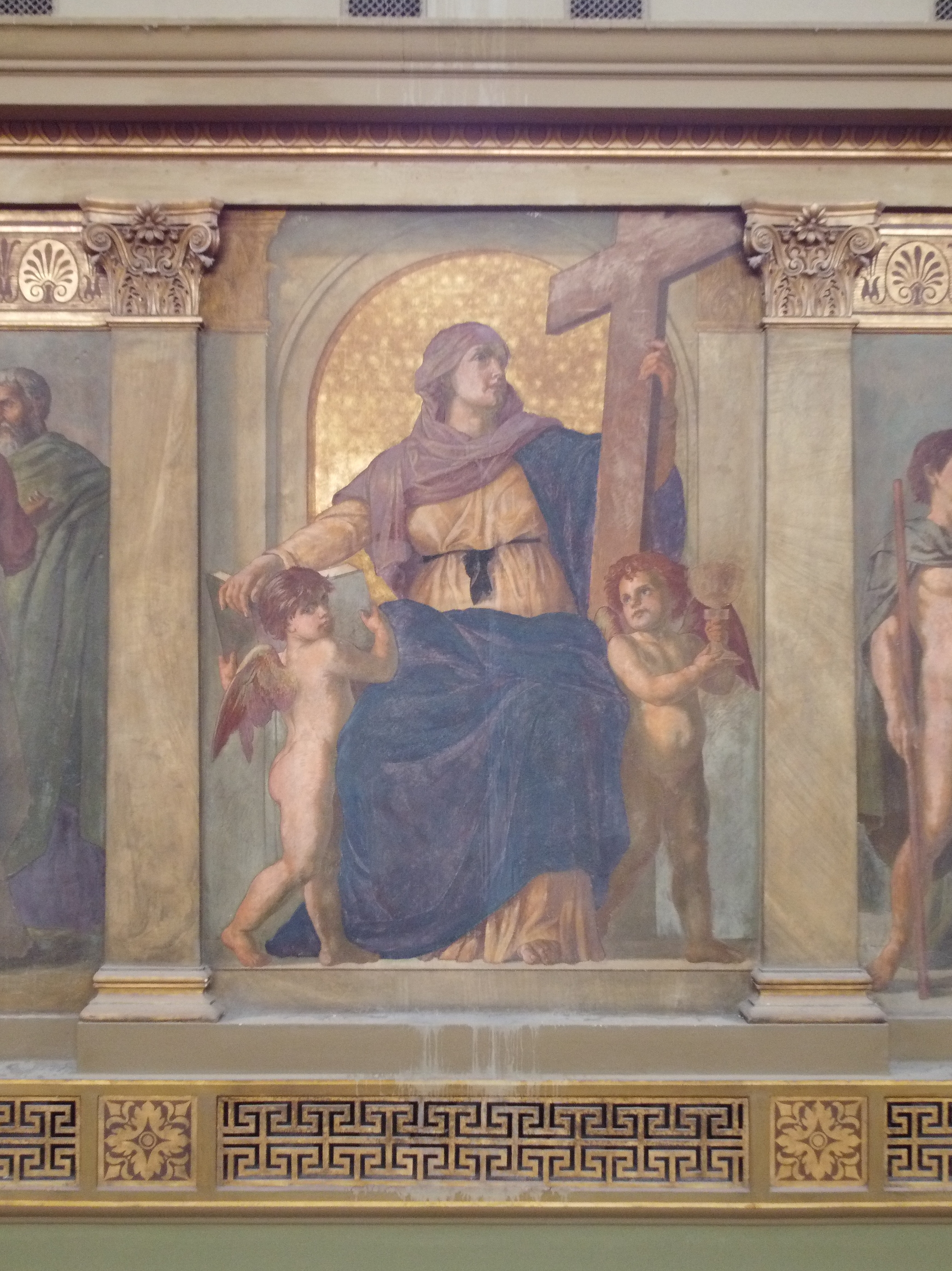
Theologische Fakultät
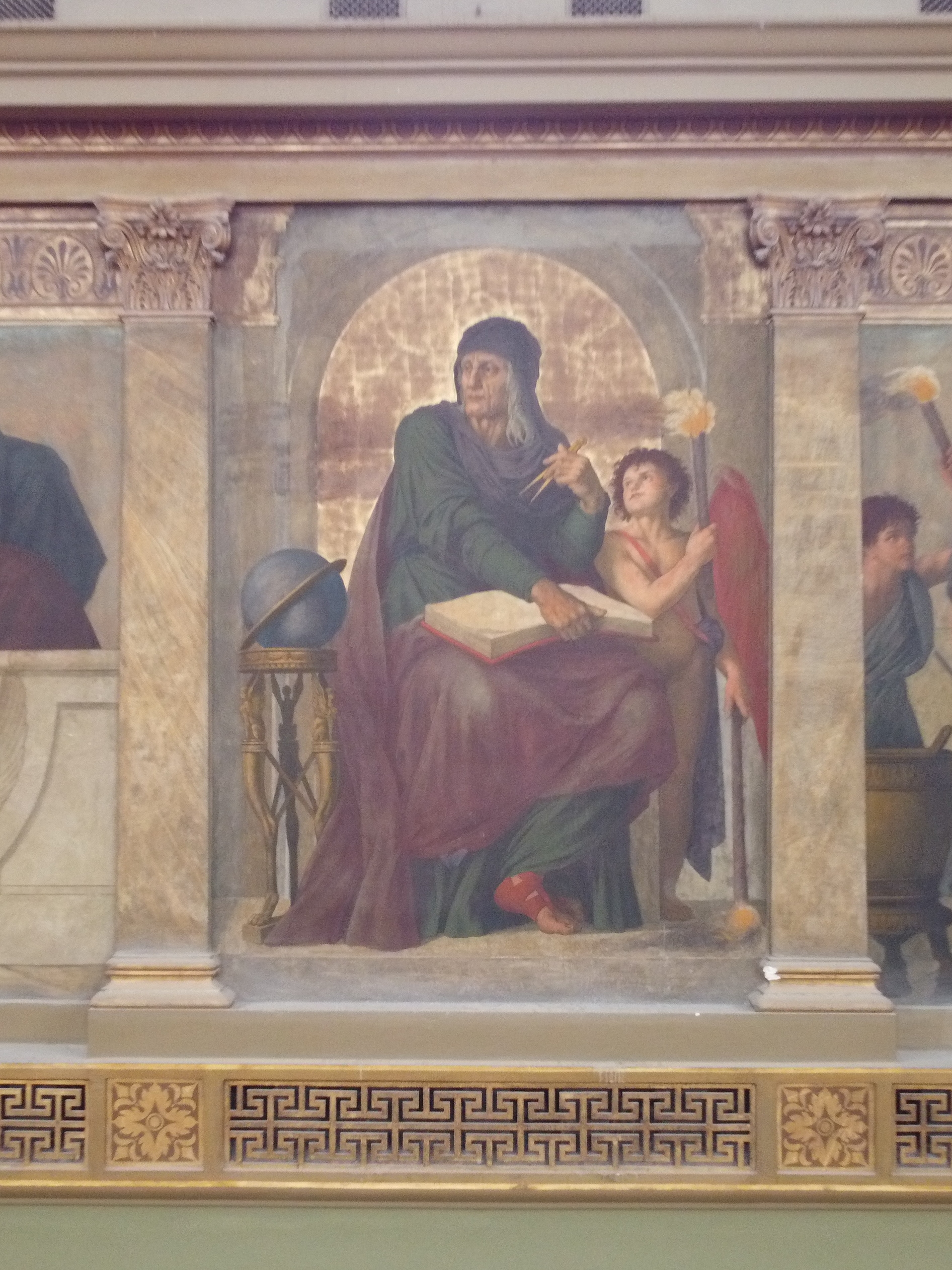
Philosophische Fakultät

## Orgel
Die Orgel in der Universitätsaula wurde 1926 von der Orgelbaufirma W. Sauer aus Frankfurt (Oder) als opus 1333 erbaut. Das Instrument hatte zunächst 22 Register (einschließlich 3 Transmissionen) auf zwei Manualen und Pedal (pneumatische Taschenladen). Der Spieltisch befindet sich vor dem Blindprospekt, über dem Orgelwerk, welches von einer Stoffbespannung verdeckt wird. 1928 wurde das Instrument klanglich verstärkt. Die Disposition wurde um 10 Register erweitert. 2007 wurde die Orgel durch die Erbauerfirma umfassend gereinigt und restauriert.
| I Hauptwerk C–g3 |                |     |
| 1.               | Prinzipal      | 8′  |
| 2.               | Gedackt        | 8′  |
| 3.               | Oktave         | 4′  |
| 4.               | Blockflöte     | 4′  |
| 5.               | Waldflöte      | 2′  |
| 6.               | Mixtur         | 4′  |
| 7.               | Rankett        | 16′ |
| 8.               | Bärpfeife      | 8′  |
|                  | Tremulant      |     |
| 23.              | Cornett III-IV |     |
| 24.              | Clairon        | 4′  |
| 25.              | Praestant      | 2′  |

| II Schwellwerk C–g3 |                |    |
| 9.                  | Gemshorn       | 8′ |
| 10.                 | Quintatön      | 8′ |
| 11.                 | Nachthorn      | 4′ |
| 12.                 | Sesquialter II |    |
| 13.                 | Sifflöte       | 1′ |
| 14.                 | Cymbel III     |    |
| 15.                 | Krummhorn      | 8′ |
| 16.                 | Geigendregal   | 4′ |
|                     | Tremulant      |    |
| 26.                 | Kupfergedackt  | 8′ |
| 27.                 | Prinzipal      | 4′ |
| 28.                 | Flachflöte     | 2′ |
| 29.                 | Trompete       | 8′ |

| Pedalwerk C–f1 |                     |     |
| 17.            | Untersatz           | 16′ |
| 18.            | Oktav               | 8′  |
| 19.            | Gedackt (= Nr. 2)   | 8′  |
| 20.            | Flöte (= Nr. 4)     | 4′  |
| 21.            | Singend Cornett     | 2′  |
| 22.            | Rankett (= Nr. 7)   | 16′ |
| 30.            | Posaune             | 16′ |
| 31.            | Trompete (= Nr. 29) | 8′  |
| 32.            | Rauschpfeife III    |     |